# 智利牛魚
智利牛魚為輻鰭魚綱鱸形目南極魚亞目牛魚科的其中一種，分布於東南太平洋的智利及南冰洋的 Wiencke島海域，本魚體棕色，體側具4條暗橫帶，腹鰭及第一背鰭黑色，軟魚鰭具有棕色及白色斑點，體長可達9.4公分，為底棲性魚類，生活習性不明。

## 擴展閱讀
維基物種上的相關：智利牛魚